# Propeamussium
Propeamussium is een geslacht van tweekleppigen uit de familie van de Propeamussiidae.

## Soorten
- Propeamussium alcocki (E. A. Smith, 1894)
- Propeamussium andamanense (Bavay, 1905)
- Propeamussium andamanicum (E. A. Smith, 1894)
- Propeamussium arabicum Dijkstra & R. Janssen, 2013
- Propeamussium boucheti Dijkstra & Maestrati, 2008
- Propeamussium caducum (E. A. Smith, 1885)
- Propeamussium cancellatum (E. A. Smith, 1885)
- Propeamussium dalli (E. A. Smith, 1885)
- Propeamussium ina (Dautzenberg & Bavay, 1912)
- Propeamussium investigatoris (E. A. Smith, 1906)
- Propeamussium jeffreysii (E. A. Smith, 1885)
- Propeamussium lucidum (Jeffreys in Wyville-Thomson, 1873)
- Propeamussium malpelonium (Dall, 1908)
- Propeamussium maorium (Dell, 1956)
- Propeamussium meridionale (E. A. Smith, 1885)
- Propeamussium octodecimliratum (Melvill & Standen, 1907)
- Propeamussium papakurense (Clarke, 1905) †
- Propeamussium propinquum (E. A. Smith, 1885)
- Propeamussium richeri Dijkstra, 2001
- Propeamussium rubrotinctum (Oyama, 1951)
- Propeamussium sibogai (Dautzenberg & Bavay, 1904)
- Propeamussium siratama (Oyama in Kuroda, 1951)
- Propeamussium steindachneri (Sturany, 1901)
- Propeamussium watsoni (E. A. Smith, 1885)
- Propeamussium zitteli (Hutton, 1873) †
- Propeamussium zoniferum (Dautzenberg & Bavay, 1912)